# Echte Mondraute
Die Echte Mondraute (Botrychium lunaria) ist eine unscheinbare ausdauernde Art der Rautenfarne. Den Namen erhielt sie wegen ihrer mondförmigen Blattfiedern, die nach mittelalterlichem Glauben bei Mondschein leuchten sollen. Der wissenschaftliche Gattungsname Botrychium geht auf griechisch botrychion zurück und bezieht sich auf die rispenartig angeordneten Sporangien. Das Artepitheton lunaria bedeutet dem deutschen Namen entsprechend Mondpflanze.

## Beschreibung
Die Echte Mondraute wird 2 bis 30 Zentimeter groß. Der Farnwedel besteht aus einem unfruchtbaren Abschnitt und einem Sporangien tragenden Abschnitt. Der frischgrüne unfruchtbare Blattabschnitt sieht auf den ersten Blick kaum wie ein Farnblatt aus und ist nur wenige Wochen im Jahr sichtbar. Er entspringt scheinbar in der Mitte der Pflanze und ist deutlich länger als breit und nicht behaart. Die Spreite des unfruchtbaren Blattabschnitts ist gefiedert mit zwei bis neun keilförmigen oder mondförmigen Abschnitten. Diese haben der Mondraute zu ihrem Namen verholfen. Der sterile Blattabschnitt ist 1 bis 6 Zentimeter lang und 1 bis 3 Zentimeter breit. Die Nervatur der Fiedern ist fächerförmig, ein Mittelnerv fehlt.
Die Sporangien stehen am rispenähnlich verzweigten fruchtbaren Blattabschnitt. Sie bilden eine mehrschichtige Wand aus und enthalten gleichartig gestaltete Sporen. Der fertile Blattabschnitt bildet eine 5 bis 90 Millimeter lange Rispe und ist 1 bis 6 Zentimeter lang gestielt. Die Sporangien sind zuletzt gelbbraun bis zimtbraun.
Die Chromosomenzahl der Art ist 2n = 90.

## Ökologie
Die Sporen keimen bei Dunkelheit im Boden. Danach entsteht der Vorkeim, der ebenfalls stets unterirdisch vorkommt. Aus ihm entsteht die Jungpflanze. Beide leben parasitisch und ernähren sich durch Produkte speziell angepasster Wurzelpilze. Solche Lebensweise nennt man Mykoheterotrophie. Die Gametangien werden auf der Oberseite des Prothalliums gebildet. Die oberirdische adulte Pflanze bildet rispenförmig angeordnete Sporangien an einem Spross aus, die Sporen ausbilden.
Die Mondraute stellt in sonnigen Lagen ihre Blätter in Nord-Süd-Richtung aus; sie gehört also zu den Kompasspflanzen.
Die Mondraute kann sich jedoch auch vegetativ vermehren. Dies geschieht meist über endogene, aus den Wurzeln gebildete, Sekundärsprosse.
Die Echte Mondraute bildet das bei Pflanzen selten vorkommende Disaccharid Trehalose als Reservestoff aus.

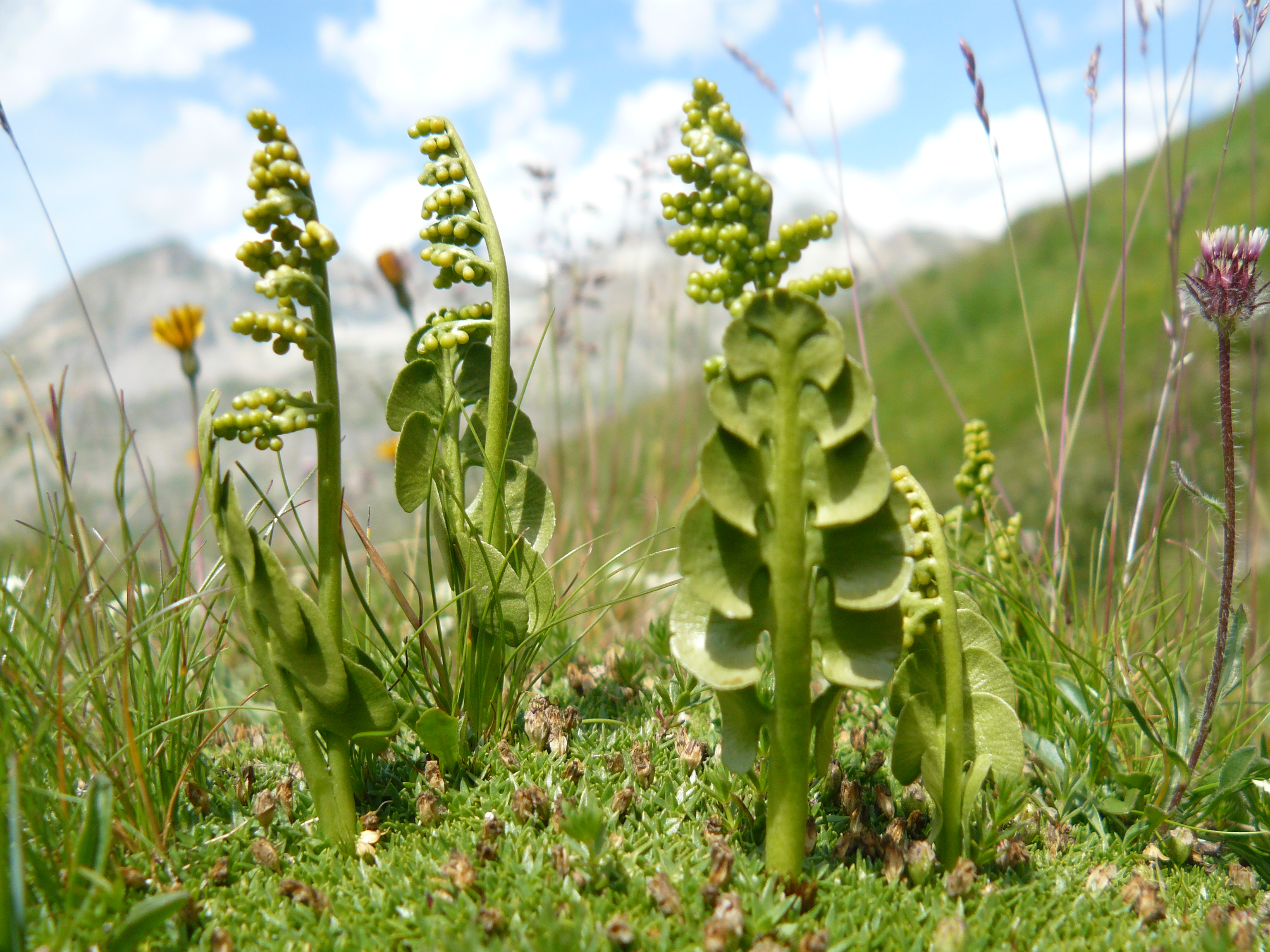
Echte Mondraute (Botrychium lunaria) am Col de l’Iseran, Frankreich

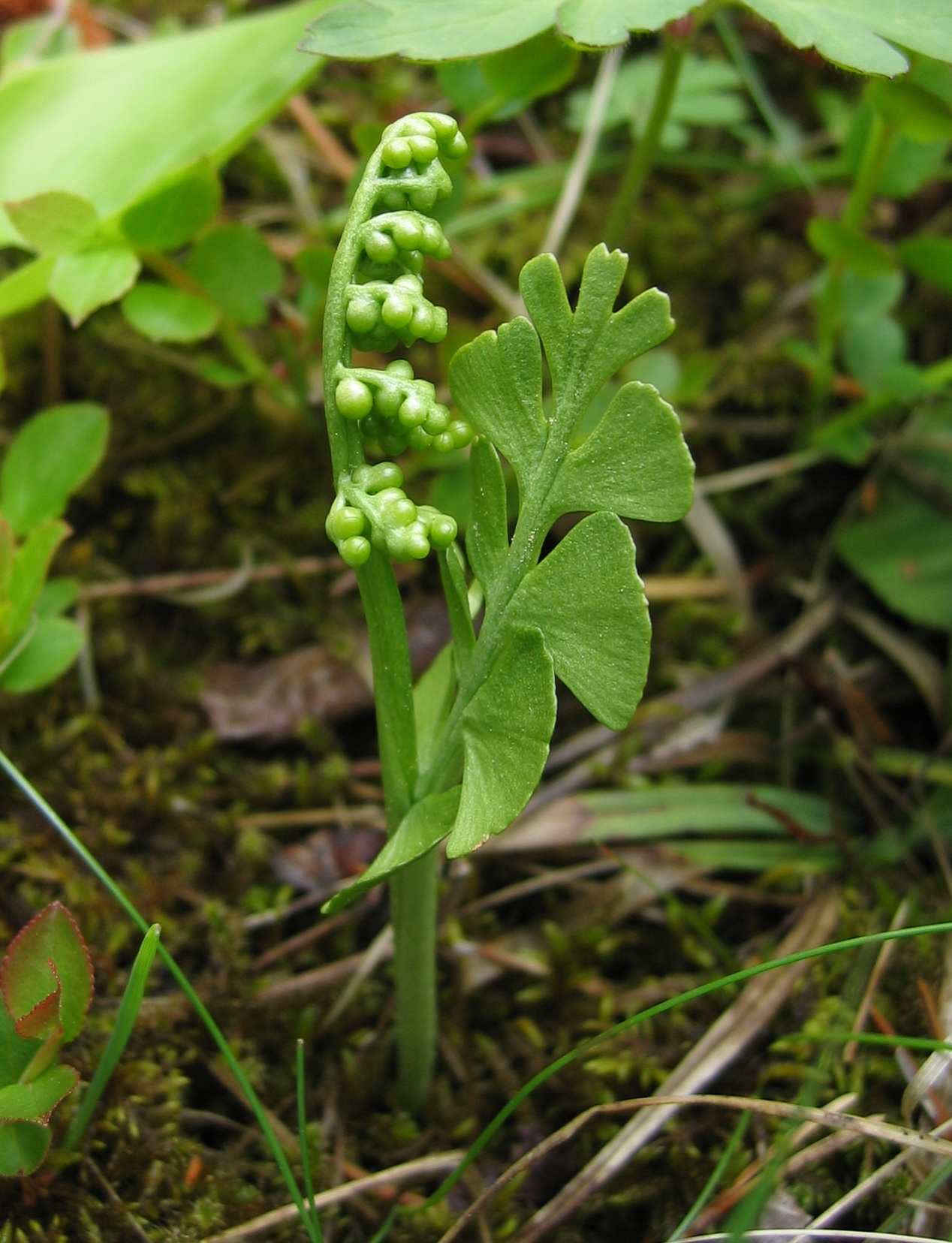
Echte Mondraute (Botrychium lunaria) in Finnland

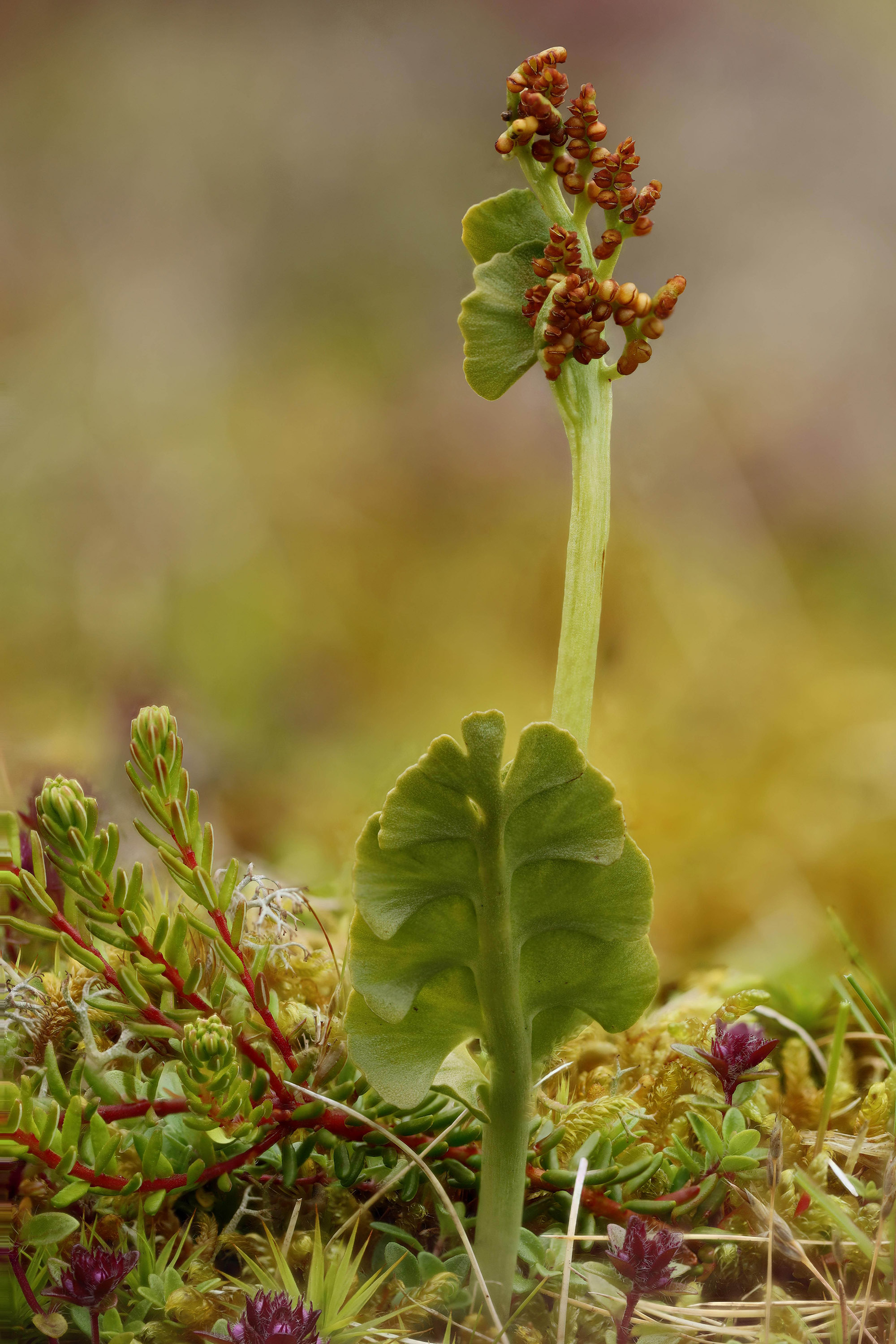
Echte Mondraute im nördlichen Wales

## Vorkommen und Schutz
Die Mondraute kommt in Europa, Asien und Nordamerika vom Tiefland bis in montane Regionen der Gebirge vor. Das in Mitteleuropa seltene Farngewächs wächst auf oft felsigen Magerrasen, Sandheiden, in Böschungen oder selten an sandigen Wegrändern. Die Mondraute ist pflanzensoziologisch eine schwache Charakterart der Ordnung Nardetalia, kommt aber auch in Gesellschaften der Klasse Sedo-Scleranthetea oder des Verbands Mesobromion vor.
In Europa kommt die Mondraute in fast allen Ländern vor und fehlt nur in Portugal und Moldau.
In Deutschland kommt die Mondraute nur selten vor. In einigen Bundesländern sogar sehr selten, deshalb wurde die Farnpflanze auch durch die BArtSchV in Deutschland gesetzlich geschützt. Sie steht ebenfalls auf der Roten Liste der bedrohten Pflanzenarten von Deutschland, weil ihre Bestände derzeit zurückgehen. Das liegt zumeist an der zunehmenden Eutrophierung der Böden durch Düngereintrag oder Immissionen. Weitere Ursachen sind die Zerstörung von kleinräumigen Sonderstandorten und die Aufgabe der Heidenutzung durch den Menschen.
In den Allgäuer Alpen steigt sie am Gipfel des Linkerskopfs in Bayern bis zu 2455 m Meereshöhe auf. In Graubünden erreicht die Art am Piz Languard 3000 Meter, am Oberrothorn im Kanton Wallis 3100 Meter.
Die ökologischen Zeigerwerte nach Landolt & al. 2010 sind in der Schweiz: Feuchtezahl F = 3 (mäßig feucht), Lichtzahl L = 4 (hell), Reaktionszahl R = 3 (schwach sauer bis neutral), Temperaturzahl T = 2 (subalpin), Nährstoffzahl N = 2 (nährstoffarm), Kontinentalitätszahl K = 3 (subozeanisch bis subkontinental).

## Taxonomie
Das Basionym Osmunda lunaria wurde 1753 von Carl von Linné in Species Plantarum Tomus II S. 1064 erstveröffentlicht. Olof Peter Swartz stellte sie 1801 in Journal für die Botanik Jahrgang 1800, Tel 2, S. 110 als Botrychium lunaria in die Gattung Botrychium. Das Epitheton lunaria bedeutet Mondpflanze, Linné hatte diesen Namen unter anderem von Caspar Bauhin als Pflanzenname entnommen, deshalb ist das Wort bei ihm auch groß geschrieben.

## Nutzung
In Belgien gilt die Mondraute als Heilpflanze bei Magenkrankheiten. Auch in manchen anderen Ländern galt die Pflanze als Zaubermittel vor allem als Hilfe bei Problemen mit dem Vieh. Dies bezeugen auch zahlreiche Trivialnamen.

## Trivialnamen
Für die Echte Mondraute bestehen bzw. bestanden, zum Teil auch nur regional, auch die weiteren deutschsprachigen Trivialnamen: Allermannsherrnkraut (Harz), Ankerkraut (Linz), Ankehrkraut (Österreich), Bseichkraut (Zillertal, Salzburg), Eisenbrech (Österreich), Erdstern, Gebirgsmon, Geburtkraut, Geisstödi (Graubünden bei Vocks.), Hurengras (Tirol), Hurenkraut (Tirol bei Lienz), Jammerkraut, Knabenkraut, Leberkraut, Maienkraut (Württemberg, Franken, Henneberg), Maikräutchen (Niederhessen), Maitrauben (bereits 1661 erwähnt), Mitzunglein, Mondkraut, Monrauten, St. Petersschlüssel (Tirol im Pongau und Pinzgau), Rindskraut, Traut Babbichen sieh mich an (Ostpreußen), Treublätter (Frankfurt (Oder), bereits 1681 erwähnt), St. Walpurgiskraut (Schwaben, Entlebuch) und Weißer bzw. Rechter Widerthon (Schlesien).